# Ghamiszlu
Ghamiszlu – wieś w Iranie, w ostanie Azerbejdżan Zachodni, w szahrestanie Mijandoab. W 2006 roku liczyła 82 mieszkańców.